# 奚仲二
奚仲二(天鹅座ι2)是位于天鹅座的恒星，其视星等为3.77